# Erythranthe acaulis
Erythranthe acaulis är en gyckelblomsväxtart som först beskrevs av Rodolfo Amando Philippi, och fick sitt nu gällande namn av Guy L. Nesom. Erythranthe acaulis ingår i släktet Erythranthe och familjen gyckelblomsväxter. Inga underarter finns listade i Catalogue of Life.